# Day’s Lock

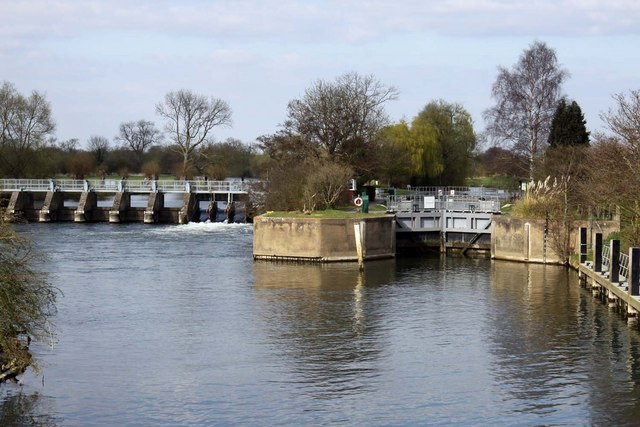
Das Day’s Lock und sein Wehr

Das Day’s Lock ist eine Schleuse in der Themse nahe Dorchester-on-Thames und Little Wittenham, Oxfordshire, England.
Die Schleuse wurde 1789 von der Thames Navigation Commission gebaut. Die Baukosten betrugen 1078 £. Sie liegt gegenüber dem Ort Little Wittenham und ist vom Round Hill der Wittenham Clumps gut zu sehen. Die Schleuse ist zu Fuß von Little Wittenham oder Dorchester erreichbar.
Das Wehr läuft gerade von der Schleuseninsel über den Fluss. Das Day’s Lock ist die Hauptmessstation für den Wasserfluss in der Themse.

## Geschichte
Der Name Day’s Lock geht auf die Familie Day, eine seit dem 17. Jahrhundert dort ansässige Yeomanfamilie zurück. Im 16. Jahrhundert gab es an dieser Stelle eine Stauschleuse. Die neue Schleuse wurde im August 1788 geplant. Es wurde beschlossen sie auf der Oxfordshire Seite des Flusses zu bauen, wenn der Wehrbesitzer seine Aalreusen entferne. 1865 wurde über den gefährlichen Zustand der Schleuse geklagt, aber ein Reparatur erfolgte erst 1871. 1882 wurde eine Glocke installiert um den Schleusenwärter zu verständigen, der kein Schleusenwärterhaus an der Schleuse hatte. Das Haus für den Wärter wurde 1928 auf der Lock House Island an der flussaufwärts gelegenen Little Wittenham Bridge gebaut.

## Der Fluss oberhalb der Schleuse
Der Fluss macht einen langen Bogen in Richtung Clifton Hampden. Hier liegt die Clifton Hampden Bridge und das Barley Mow Pub, das in Drei Mann in einem Boot erwähnt wird. Der Clifton Cut trennt sich vom alten Schifffahrtsweg und führt zum Clifton Lock.
Flussaufwärts der Schleuse gibt es Markierungen, die es Motorbooten erlauben ihre Geschwindigkeit zu kontrollieren.
Der Themsepfad verläuft auf der westlichen bzw. südlichen Seite des Flusses bis zur Clifton Hampden Bridge, wo er auf die nördliche Seite wechselt und dort bis zum Clifton Lock verläuft.